# Alaca
Alaca este un oraș din Turcia.